# Erik Ullrich
Erik Rudolf Ullrich, född 11 oktober 1901 i Stockholm, död där 14 juni 1969, var en svensk inredningsarkitekt.

## Biografi
Ullrich, som var son till arkitekt Fritz Ullrich och Jenny Bergström, avlade studentexamen 1920, kansliexamen 1929, utexaminerades från Högre Konstindustriella Skolan 1931 och blev filosofie kandidat 1936. Han blev inredningsarkitekt på Karolinska sjukhusets utrustningsbyrå 1936, på Södersjukhusets arkitektkontor 1940, vid marinförvaltningen 1943 och bedrev egen arkitektverksamhet från 1945. Av hans verk kan nämnas medborgarhuset i Falköping, länsstyrelsens sessionsrum i Vänersborg, Olaus Petriskolan i Örebro samt stadshusets sessionssal och festvåning i Örebro. Han är representerad med konsthantverk i Nationalmuseum. Han var hedersledamot i Svenska inredningsarkitekters riksförbund. Ullrich är begravd på Norra begravningsplatsen utanför Stockholm.

## Teater

### Scenografi
| År   | Produktion       | Upphovsmän      | Regi            | Teater      |
| ---- | ---------------- | --------------- | --------------- | ----------- |
| 1961 | Vänta så vackert | Axel Strindberg | Anders Ångström | Alléteatern |